# Portret infantinje Isabelle Clare Eugenie (Anguissola)
Portret infantinje Isabelle Clare Eugenie je slika iz leta 1599, olje na platnu italijanske umetnice Sofonisbe Anguissole, ki ga je leta 1992 Sofonisbi pripisala Maria Kusche. Slika je v lasti muzeja Prado in trenutno visi na španskem veleposlaništvu v Parizu.

## Opis
Leta 1609 Pedro Paolo De Ribera piše, da je Anguissola, med infantinjim postankom v Genovi na poti v Bruselj junija 1599 naslikala ta portret infantinje Isabelle. Navaja, da je infantinja »vsak dan dolge ure klepetala [z umetnico], in se spominjala stvari, ki so se ji zgodile v njenih nežnih letih«. Anguissola je bila portretistka španskega dvora in je naslikala tudi portret Isabelline matere Elisabel de Valois.
Isabella je prikazana v razkošni dvorni obleki, velikem nagubanem ovratniku (ruff ali mlinski kamen), biserni ogrlici, zlati verižici s figuro Frančiška Asiškega ali Antona Padovanskega in pasom, posejanim z biseri, rubini in diamanti, na desni strani naslonjena na stol, njena leva roka pa drži čipkast robček. Zelo religiozna je zadnja leta preživela v samostanu Descalzas Reales in v navadi redovnice, kot kaže njen kasnejši Rubensov portret .
Isabella se je v Genovi ustavila le nekaj dni, ne dovolj dolgo, da bi dočakala končan portret, zato jo je prosila, da ji ga »pošlje na pot [ko bo končan], kot je to storila.« Na koncu pa se zdi, da delo ni bilo poslano neposredno Isabelli na Dunaj ali v Bruselj, temveč v Madrid kot darilo Isabelle njenemu pastorku, prihodnjemu Filipu III. Delo je omenjeno v popisu del v kraljevem Alcázarju v Madridu, sestavljenem po smrti Filipa II., čeprav brez avtorstva.

## Kasnejša zgodovina
Delo je bilo verjetno eno od del, ki so jih leta 1835 zaplenili od infanta Sebastiana  Portugalskega in Španskega zaradi podpore karlizmu. Leta 1865 se je delo pojavilo pod številko 212 v Catalogo del Museo de la Trinidad de Cruzada Villaamil z atributom španskega slikarja Alonsa Sáncheza Coella. V tem katalogu je bil tudi portret moža enakih dimenzij, ki je bil pripisan Coellu. Leta 1861 so Portret infantinje Isabelle in druge slike obnovili Sebastianu. Leta 1868 je prešel k sedanjemu lastniku in je bil prvič obešen na veleposlaništvu leta 1882.